# Dąbrowa Białogardzka
Dąbrowa Białogardzka (niem. Damerow) – wieś w północno-zachodniej Polsce, położona w województwie zachodniopomorskim, w powiecie świdwińskim, w gminie Rąbino.
Wieś o metryce średniowiecznej, pierwsza wzmianka pochodzi z 1322 r. Od XIV w. do 1735 r. była lennem rodu von Ramel. Ostatni z właścicieli, Erdmann Chrystian von Ramel, odsprzedał majątek Ludwigowi von Sydow, który z kolei zbył go na rzecz Caspara Heinricha von Stechow. W 1738 r. wieś nabył Anton Friedrich von Zozenow i w rękach tego rodu pozostawała ona do 1838 r., kiedy przeszła w ręce rodu von Hagen z Białogardu. Pierwszy przedstawiciel tego rodu wybudował istniejący pałac i założył park. W połowie XIX w. we wsi mieszkały 304 osoby. W 1892 r. majątek liczył 1327 ha, w tym 875 ha pól uprawnych.